# Wayne megye (Indiana)
Wayne megye az Amerikai Egyesült Államokban, azon belül Indiana államban található. Megyeszékhelye és legnagyobb városa Richmond. Lakosainak száma 66 553 fő (2020. április 1.). Wayne megye Randolph, Union, Darke, Preble, Fayette és Henry megyékkel határos.

## Népesség
A megye népességének változása:
| Lakosok száma | 68 877 | 68 752 | 68 279 | 67 893 | 67 001 | 66 553 |
|               | 2010   | 2011   | 2012   | 2013   | 2015   | 2020   |